# Lacul Ciurbești

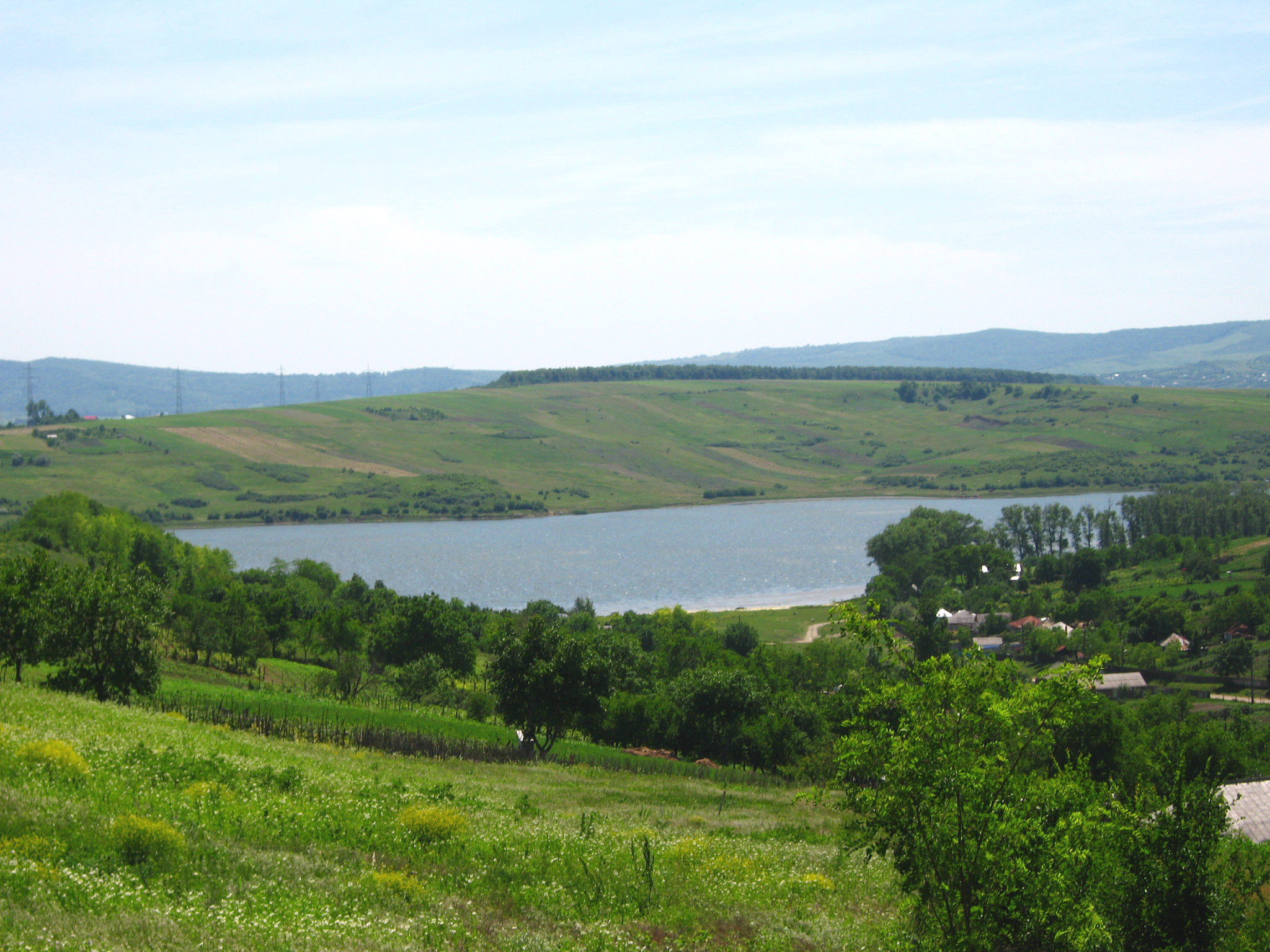
Lacul Ciurbeşti

Lacul Ciurbești este un lac de baraj artificial de podiș din Podișul Central Moldovenesc, pe teritoriul satului Ciurbești din comuna Miroslava (județul Iași). Are o suprafață de 154 hectare și este construit pe Râul Valea Locei, în apropiere de vărsarea acestuia în râul Nicolina. Este situat pe Dealul Ciurea (192 m altitudine) .

## Fotogalerie

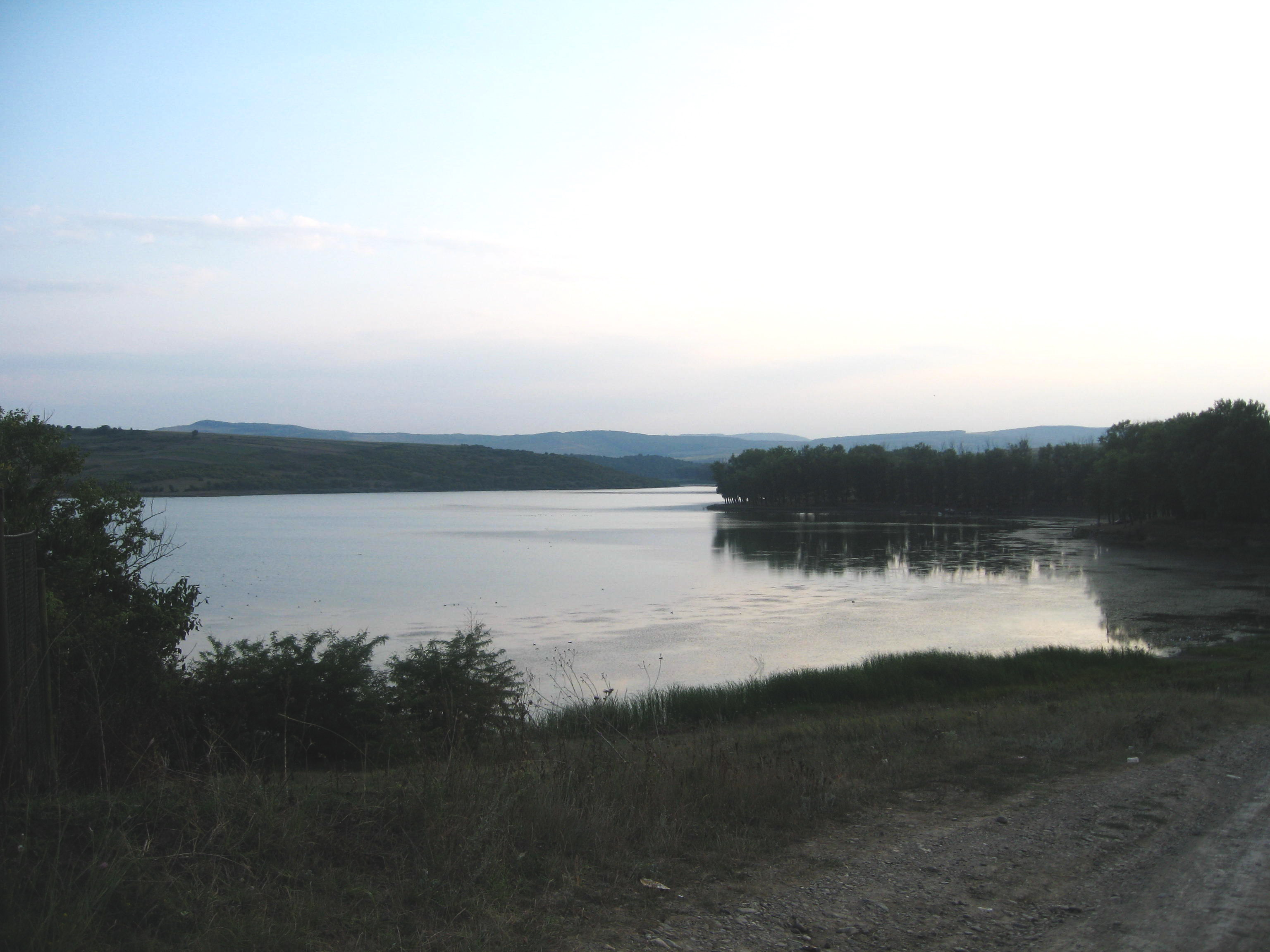
Lacul Ciurbeşti văzut de pe deal
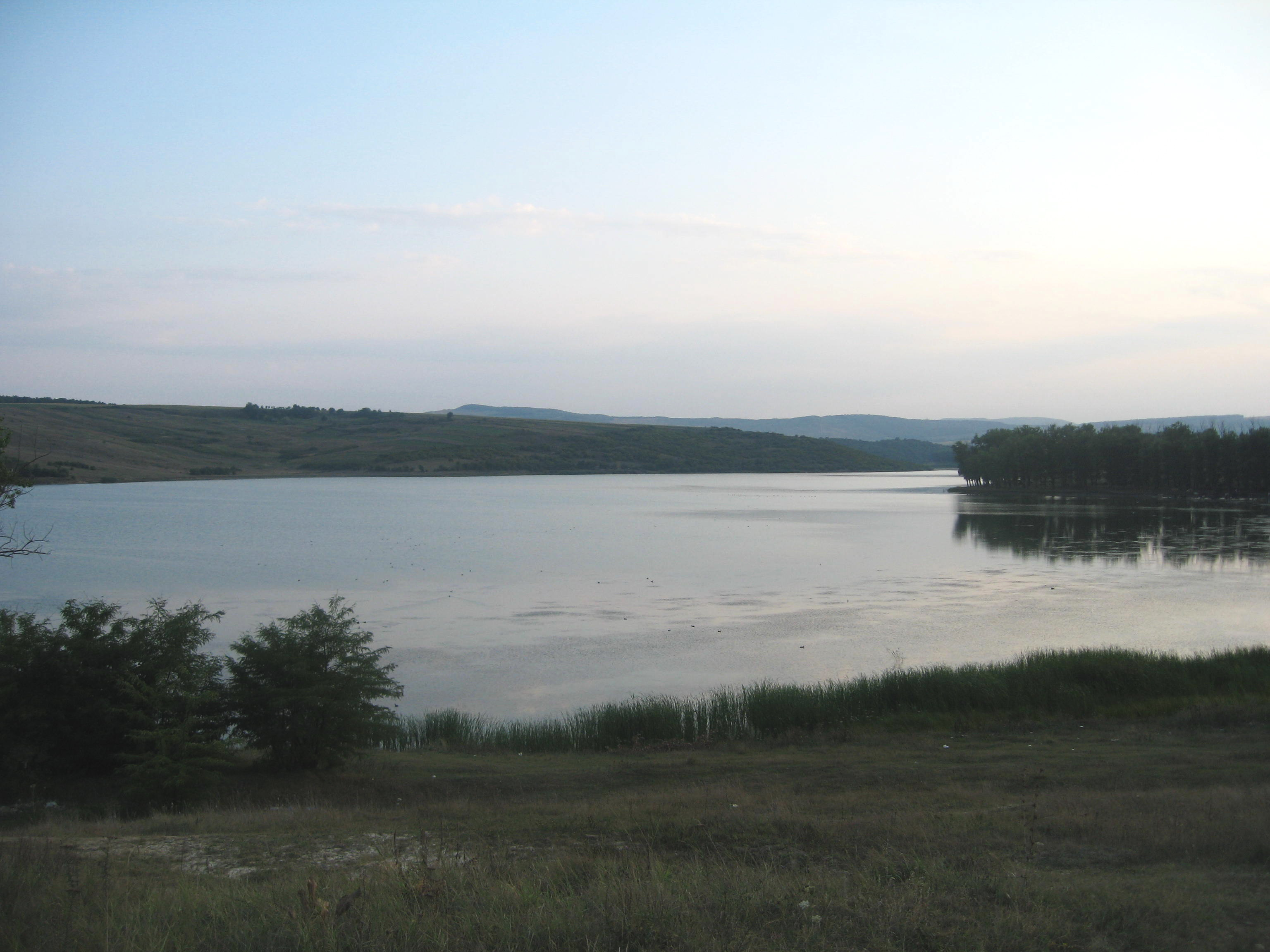
Lacul Ciurbeşti văzut de pe deal
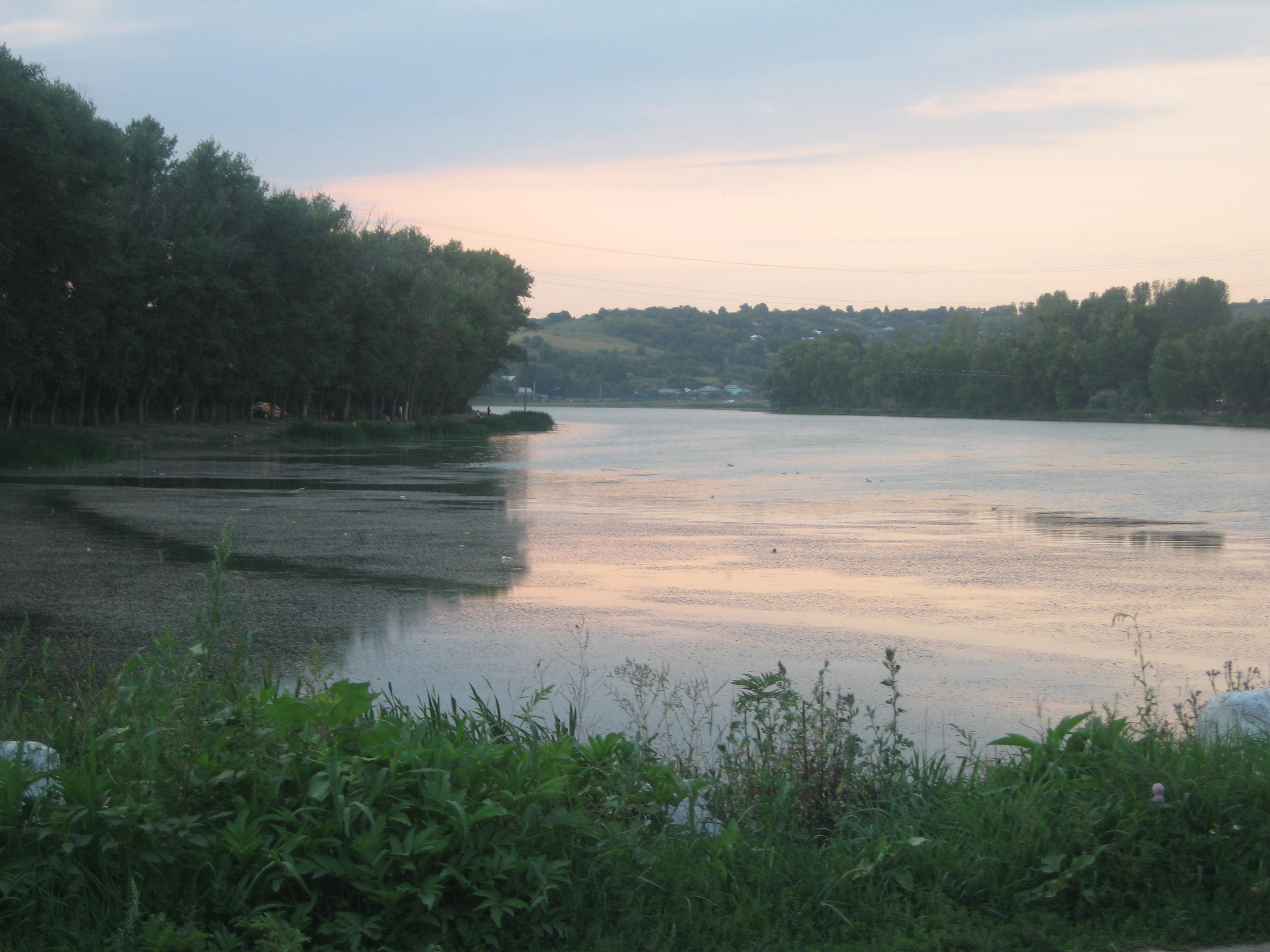
Lacul Ciurbeşti la asfinţit
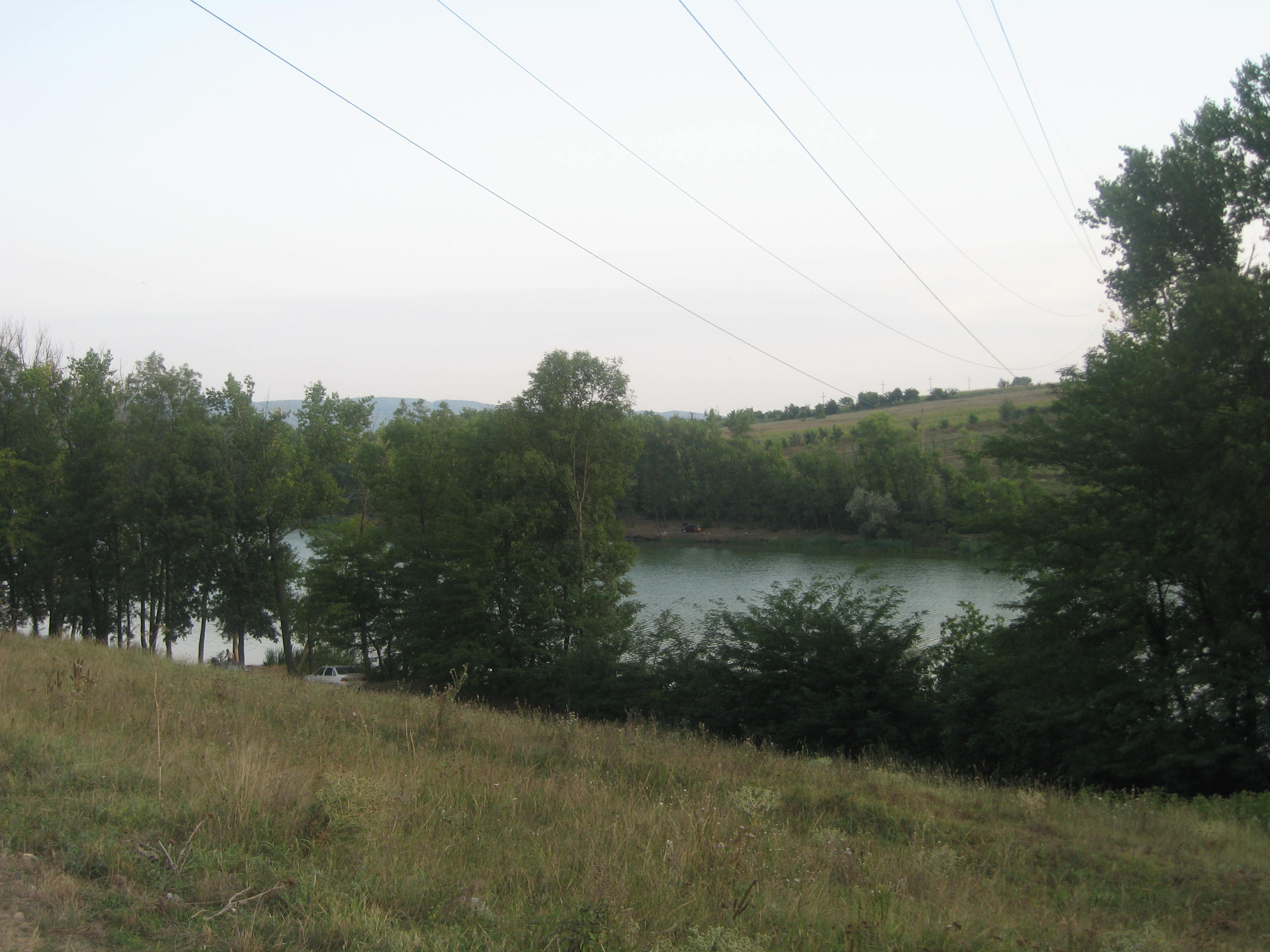
Lacul Ciurbeşti văzut de pe deal